# Semenivka (raïon de Kramatorsk)
Semenivka (ukrainien : Семенівка) ou Semionovka (russe : Семёновка) est un village de l'Ukraine orientale dépendant de la municipalité de Kramatorsk dans l'oblast de Donetsk. Il doit son nom à son fondateur, le propriétaire terrien Semion Massioukov, qui l'établit sur son domaine entre 1785 et 1792. Le village avait une population de 384 habitants en 2001. Avant le conflit militaire du printemps 2014, le village abritait une clinique psychiatrique (évacuée le 24 mai 2014). Le village est situé à 12 km de Kramatorsk.

## Historique
Après la prise des bâtiments de l'administration locale à Slaviansk et à Kramatorsk par les rebelles opposés à la révolution de Maïdan, le 12 avril 2014, un premier assaut est décidé par le gouvernement central de Kiev dans le cadre d'une « opération antiterroriste » (selon la dénomination officielle).
Le village est le théâtre d'un affrontement armé le 13 avril 2014 entre les forces gouvernementales et les insurgés. Sept engins blindés gouvernementaux conduits par des membres du commando « Alpha » du SBU sont arrêtés par une attaque rebelle. L'officier du commando « Alpha », Guennadi Bilitchenko, est tué.
Du 5 mai au 11 juin 2014, le lieu qui abrite des milices de la république populaire de Donetsk (entité séparatiste) est soumis à des attaques régulières de tirs d'artillerie de la part des forces gouvernementales basées au mont Karatchoun où se trouve la tour de la télévision. Celle-ci fait l'objet à plusieurs reprises d'attaques des deux camps afin de stopper ou de rétablir la transmission de la télévision russe, la frontière étant proche, et la région étant russophone. D'autre part le village est sur la route menant au petit terrain d'aviation de Kramatorsk où atterrissent les hélicoptères des forces gouvernementales.
L'électricité est coupée le 2 juin 2014. Le 3 juin 2014, le village est sous les feux de lance-roquettes BM-21 Grad. L'aviation intervient le lendemain. Le 9 juin, le village est en ruines et il ne reste plus une maison debout. Du côté des insurgés, des accusations, non étayées jusqu'à présent, font état de l'utilisation par les forces gouvernementales de munitions au phosphore blanc, le 11 juin 2014.